# Доводы рассудка (фильм, 2022)
«До́воды рассу́дка» (англ. Persuasion) — американский художественный фильм, экранизация одноимённого романа английской писательницы Джейн Остин. Главные роли в нём сыграли Дакота Джонсон, Космо Джарвис, Генри Голдинг. Премьера состоялась 15 июля 2022 года на Netflix. Картина получила негативные оценки критиков из-за излишней модернизации литературного первоисточника.

## Сюжет
Главная героиня фильма — Энн Эллиот, молодая девушка, чья чванливая семья близка к разорению. Она встречает Фредерика Уэнтворта, ухаживания которого отвергла под давлением отца семь лет назад. После ряда недоразумений герои понимают, что любят друг друга.

## В ролях
- Дакота Джонсон — Энн Эллиот
- Генри Голдинг — Уильям Эллиот
- Космо Джарвис — Фредерик Уэнтворт
- Ричард Грант — сэр Уолтер Эллиот
- Изука Хойл — Генриетта Масгроув
- Миа Маккенна-Брюс — Мэри Масгроув

## Создание и оценки
Производством картины занимались MRC Film и Netflix. Режиссёром стала Кэрри Крэкнелл (для неё это был дебют в кино), продюсерами — Эндрю Лазар, Кристина Вайсс Лури, Элизабет Кантийон, Майкл Констейбл и Дэвид Флигель. Сценарий написали Рон Басс и Элис Виктория Уинслоу. Съёмки фильма начались в мае 2021 года. Премьера состоялась 15 июля 2022 года на Netflix.
На сайте-агрегаторе отзывов Rotten Tomatoes «Доводы рассудка» получили рейтинг 31 % при средней оценке 5 из 10. Консенсус на веб-сайте гласит: «Несмотря на все усилия Дакоты Джонсон, хаотично-анахроничный фильм не может считаться достойной экранизацией Остин». На сайте Metacritic картина получила 42 балла из возможных 100, что указывает на смешанные или средние отзывы.
Питер Дебруж из Variety считает, что режиссёр слишком заметно модернизировал книгу, лишив сюжет изначального очарования. По мнению Стюарта Херитейджа из The Guardian, «попытка модернизировать классический роман привела к катастрофе из-за анахроничных диалогов и раздражающих косых взглядов в камеру». Для рецензента Vox Констанс Грейди «Доводы рассудка» — «абсолютная катастрофа», а с точки зрения обозревателя The Spectator «все причастные к экранизации должны сидеть в тюрьме». В Vanity Fair отметили крайне неудачный опыт «разрушения четвертой стены» в картине. Кристи Лемайр с веб-сайта Роджера Эберта сочла, что Фредерик Уэнтворт в исполнении Космо Джарвиса получился слишком «жёстким и нехаризматичным».